# Nanocheirodon insignis
Nanocheirodon insignis är en fiskart som först beskrevs av Steindachner, 1880.  Nanocheirodon insignis ingår i släktet Nanocheirodon och familjen Characidae. Inga underarter finns listade i Catalogue of Life.